# Offenes System
Ein hinsichtlich irgendeiner Kategorie offenes System ist ein System, das an den Schnittstellen zu seiner Umwelt eine Austauschbilanz hat, die in dieser Kategorie ungleich null sein kann.
Der primäre Zweck offener Systeme ist die Aufrechterhaltung ihrer Ordnung und die Sicherung ihrer Existenz durch Verringerung der Entropie im System, die im Gegenzug die Entropie der Umgebung erhöht.

## Physik
In der Physik werden die Begriffe offenes, geschlossenes und abgeschlossenes (oder isoliertes) System verwendet.
Als offen ist ein System definiert, das sowohl Energie als auch Materie (bzw. Teilchen) mit seiner Umgebung austauschen kann. Ein Beispiel für ein offenes System ist ein offener Kochtopf, der sowohl Energie in Form von Wärme als auch Materie in Form von Wasserdampf mit seiner Umgebung austauscht.
Die exakte Berechnung offener Systeme ist demnach nicht möglich, sondern nur durch Modelle approximierbar. Vielfach kann sich aber ein stationärer Vorgang einstellen, beispielsweise in einem Fließgleichgewicht.

## Informationstechnik
In der Informationstechnik ist ein „offenes System“ eine Systemumgebung, die Interoperabilität, Portabilität und Erweiterbarkeit durch offene Schnittstellen und Spezifikationen sichert.

## Biologie
Lebende Systeme sind offen, da Lebewesen zu ihrem Erhalt Negentropie importieren und in ständigem Stoff- und Energieaustausch mit der Umgebung stehen müssen. Die Offenheit ist dabei jedoch mehr oder weniger quantitativ und qualitativ begrenzt.
Aus informationstheoretischer Sicht erhöhen lebende Systeme durch den Export von Entropie (bzw. durch den Import negativer Entropie) ihre Redundanz, die nach ISO/IEC DIS 2382-16 (Informationstheorie) als der Abstand der aktuellen Entropie eines Systems von seiner maximalen Entropie beschrieben werden kann.

## Soziologie
Soziale Systeme im Sinne der soziologischen Systemtheorie Niklas Luhmanns sind offen. Wie generell für offene Systeme gilt auch für soziale Systeme, dass Offenheit nicht notwendigerweise zur Senkung der Entropie in diesen Systemen führt, sondern Offenheit ist nur eine der Voraussetzungen für die Möglichkeit, in dem System die Entropie zu senken.
Luhmann definiert soziale Systeme seit der Übertragung des Autopoiesis-Begriffs auf seine Theorie in den frühen 1980er Jahren (in der Rezeption auch als Luhmanns „autopoietische Wende“ betrachtet) nicht mehr als „offen“ (das heißt im direkten Austausch mit der Umwelt), sondern als „autopoietisch geschlossen“ oder „operativ geschlossen“. Die Wahrnehmung der Umwelt durch ein System ist daher laut Luhmann immer selektiv. Ein System kann seine spezifische Wahrnehmungsweise der Umwelt nicht ändern, ohne seine spezifische Identität zu verlieren.
Wie im Fall biologischer Systeme bedeutet der Export von Entropie hier, dass damit die Redundanz im sozialen System gesteigert wird, also der Aufbau von Elementen, die nicht unbedingt, sondern nur möglicherweise gebraucht werden. Soziale wie biologische Systeme benötigen Redundanz mindestens in dem Maß, in dem sie Kontingenz erleben. Für Menschen ist Kontingenz die Offenheit und Ungewissheit menschlicher Lebenserfahrungen.